# Gary Harris
Pour les articles homonymes, voir Harris.
Gary Harris, né le 14 septembre 1994 à Fishers dans l'Indiana, est un joueur américain de basket-ball. Il mesure 1,90 m et évolue au poste d'arrière.

## Biographie

### Carrière universitaire
En 2012, il rejoint les Spartans de Michigan State en NCAA. En septembre 2013, il se blesse à la cheville et doit s'absenter durant cinq semaines. Le 4 janvier 2014, contre les Hoosiers de l'Indiana, il termine le match avec 26 points, 4 rebonds et 5 interceptions.
Le 1er avril, il annonce qu'il est à 99 % candidat à la Draft 2014 de la NBA.

### Carrière professionnelle

#### Nuggets de Denver (2014-2021)
Lors de la Draft 2014 de la NBA, le 26 juin 2014, il est sélectionné en 19e position par les Bulls de Chicago mais est transféré aux Nuggets de Denver le soir de la draft avec Jusuf Nurkić contre Doug McDermott et Anthony Randolph des Nuggets.
Le lendemain, Brian Shaw, l'entraîneur des Nuggets, affirme qu'Harris aura un rôle de remplaçant pour donner de l'énergie et de la combativité aux relais des titulaires.

#### Magic d'Orlando (2021-2025)
Le 25 mars 2021, Gary Harris est envoyé au Magic d'Orlando avec R. J. Hampton et un choix lors de la draft 2025 contre Aaron Gordon.
Agent libre à l'été 2022, il prolonge avec le Magic pour un contrat de 26 millions de dollars sur deux ans.

#### Bucks de Milwaukee (depuis 2025)
En juillet 2025, Harris signe avec les Bucks de Milwaukee pour deux saisons incluant une option joueur.

## Profil de jeu
Lors de sa deuxième saison dans le championnat universitaire, Harris confirme son immense potentiel et il progresse dans la plupart des secteurs du jeu, comme au rebond malgré sa relative petite taille ou en défense. Offensivement, Harris est un vrai scoreur et peut faire un basculer un match à lui tout seul mais il se montre parfois un peu trop gourmand. Sa réussite aux tirs a chuté entre sa première et sa deuxième saison, comme sa réussite à 3-points. Cela s’explique par une pression plus importante des défenses mais aussi par une sélection un peu moins rigoureuse. Mais Harris sait aussi se montrer altruiste et peut même créer le jeu.

## Palmarès

### En club
- First team All-Big Ten (2014)
- Big Ten All-Defensive Team (2014)
- All-Big Ten Freshman Team (2013)

### Distinctions personnelles
- Big Ten Freshman of the Year (2013)
- Second team All-Big Ten (2013)
- Indiana Mr. Basketball (2012)
- McDonald’s All-American (2012)

## Statistiques

### Universitaires
Les statistiques de Gary Harris en matchs universitaires sont les suivantes :
| Saison    | Équipe         | Matchs | Titul. | Min./m | % Tir | % 3pts | % LF | Rbds/m. | Pass/m. | Int/m. | Ctr/m. | Pts/m. |
| --------- | -------------- | ------ | ------ | ------ | ----- | ------ | ---- | ------- | ------- | ------ | ------ | ------ |
| 2012-2013 | Michigan State | 34     | 33     | 29,7   | 45,6  | 41,1   | 75,5 | 2,53    | 1,35    | 1,32   | 0,18   | 12,91  |
| 2013-2014 | Michigan State | 35     | 34     | 32,3   | 42,9  | 35,2   | 81,0 | 4,00    | 2,69    | 1,80   | 0,43   | 16,74  |
| Carrière  | Carrière       | 69     | 67     | 31,0   | 44,1  | 37,6   | 78,7 | 3,28    | 2,03    | 1,57   | 0,30   | 14,86  |

### Professionnelles

#### Saison régulière
| Saison    | Équipe   | Matchs | Titul. | Min./m | % Tir | % 3pts | % LF | Rbds/m. | Pass/m. | Int/m. | Ctr/m. | Pts/m. |
| --------- | -------- | ------ | ------ | ------ | ----- | ------ | ---- | ------- | ------- | ------ | ------ | ------ |
| 2014-2015 | Denver   | 55     | 6      | 13,1   | 30,4  | 20,4   | 74,5 | 1,16    | 0,53    | 0,71   | 0,13   | 3,42   |
| 2015-2016 | Denver   | 76     | 76     | 32,1   | 46,9  | 35,4   | 82,0 | 2,89    | 1,93    | 1,28   | 0,24   | 12,26  |
| 2016-2017 | Denver   | 57     | 56     | 31,3   | 50,2  | 42,0   | 77,6 | 3,12    | 2,88    | 1,25   | 0,14   | 14,93  |
| 2017-2018 | Denver   | 67     | 65     | 34,4   | 48,5  | 39,6   | 82,7 | 2,63    | 2,90    | 1,82   | 0,22   | 17,46  |
| 2018-2019 | Denver   | 57     | 48     | 28,8   | 42,4  | 33,9   | 79,9 | 2,81    | 2,23    | 0,96   | 0,33   | 12,93  |
| 2019-2020 | Denver   | 56     | 55     | 31,8   | 42,0  | 33,3   | 81,5 | 2,91    | 2,11    | 1,36   | 0,25   | 10,38  |
| 2020-2021 | Denver   | 19     | 19     | 30,6   | 44,2  | 32,0   | 73,3 | 2,47    | 1,68    | 0,89   | 0,21   | 9,68   |
| 2020-2021 | Orlando  | 20     | 19     | 25,0   | 36,5  | 36,4   | 87,5 | 1,60    | 2,30    | 0,55   | 0,35   | 10,20  |
| 2021-2022 | Orlando  | 61     | 30     | 28,4   | 43,4  | 38,4   | 87,4 | 2,00    | 1,77    | 0,97   | 0,15   | 11,13  |
| Carrière  | Carrière | 468    | 374    | 28,8   | 44,8  | 36,3   | 81,2 | 2,48    | 2,06    | 1,17   | 0,22   | 11,81  |

Mise à jour le 18 juin 2022

#### Playoffs
| Saison   | Équipe   | Matchs | Titul. | Min./m | % Tir | % 3pts | % LF | Rbds/m. | Pass/m. | Int/m. | Ctr/m. | Pts/m. |
| -------- | -------- | ------ | ------ | ------ | ----- | ------ | ---- | ------- | ------- | ------ | ------ | ------ |
| 2019     | Denver   | 14     | 14     | 37,0   | 46,2  | 35,1   | 86,8 | 4,14    | 2,29    | 0,86   | 0,57   | 14,21  |
| 2020     | Denver   | 14     | 12     | 27,1   | 37,8  | 36,5   | 77,3 | 2,00    | 1,71    | 1,14   | 0,29   | 7,43   |
| Carrière | Carrière | 28     | 26     | 32,0   | 43,1  | 35,8   | 83,3 | 3,07    | 2,00    | 1,00   | 0,43   | 10,82  |

Mise à jour le 19 octobre 2020

## Records sur une rencontre en NBA
Les records personnels de Gary Harris en NBA sont les suivants, :
| Type de statistique        | Saison régulière | Saison régulière      | Saison régulière | Playoffs | Playoffs                    | Playoffs          |
| Type de statistique        | Record           | Adversaire            | Date             | Record   | Adversaire                  | Date              |
| -------------------------- | ---------------- | --------------------- | ---------------- | -------- | --------------------------- | ----------------- |
| Points                     | 36               | 2 fois                | 2 fois           | 23       | Spurs de San Antonio        | 16 avril 2019     |
| Paniers marqués            | 16               | @ Celtics de Boston   | 13 décembre 2017 | 10       | Spurs de San Antonio        | 16 avril 2019     |
| Paniers tentés             | 25               | @ Celtics de Boston   | 13 décembre 2017 | 16       | Spurs de San Antonio        | 16 avril 2019     |
| Paniers à 3 points réussis | 6                | 5 fois                | 5 fois           | 4        | @ Clippers de Los Angeles   | 5 septembre 2020  |
| Paniers à 3 points tentés  | 12               | 2 fois                | 2 fois           | 8        | @ Trail Blazers de Portland | 9 mai 2019        |
| Lancers francs réussis     | 11               | @ Hawks d'Atlanta     | 22 décembre 2021 | 6        | Trail Blazers de Portland   | 7 mai 2019        |
| Lancers francs tentés      | 11               | @ Hawks d'Atlanta     | 22 décembre 2021 | 6        | 3 fois                      | 3 fois            |
| Rebonds offensifs          | 4                | 3 fois                | 3 fois           | 3        | @ Trail Blazers de Portland | 5 mai 2019        |
| Rebonds défensifs          | 8                | @ Jazz de l'Utah      | 5 février 2020   | 6        | 2 fois                      | 2 fois            |
| Rebonds totaux             | 8                | 3 fois                | 3 fois           | 6        | 4 fois                      | 4 fois            |
| Passes décisives           | 9                | 2 fois                | 2 fois           | 7        | @ Spurs de San Antonio      | 18 avril 2019     |
| Interceptions              | 6                | Nets de Brooklyn      | 7 novembre 2017  | 4        | 2 fois                      | 2 fois            |
| Contres                    | 2                | 11 fois               | 11 fois          | 2        | 3 fois                      | 3 fois            |
| Balles perdues             | 6                | Suns de Phoenix       | 28 novembre 2014 | 4        | Clippers de Los Angeles     | 13 septembre 2020 |
| Minutes jouées             | 46               | @ Mavericks de Dallas | 26 février 2016  | 50       | @ Trail Blazers de Portland | 3 mai 2019        |

- Double-double : 0
- Triple-double : 0

Dernière mise à jour : 18 août 2022